# Swedenborgianism
Swedenborgianism, uppkallad efter Emanuel Swedenborg (1688–1772), är en kristen rörelse med särskilt fokus på monoteism och vikten av de tio budorden. 
Swedenborg hade en liten, men trogen grupp sympatisörer i både Göteborg och London. De såg hans lära som inspiration för socialt ansvarstagande och till att handla väl mot andra människor. Ett resultat av hans tänkande var att man i Manchester år 1778 började planera det som skulle komma att bli den kooperativa rörelsen, i första hand för billiga inköp av livsmedel. Ett annat resultat var att Carl Bernhard Wadström från Norrköping arbetade med en rörelse för att bekämpa slaveri och slavhandel. Rörelsens ansträngningar bidrog till att det brittiska parlamentet 25 mars 1807 beslutade att förbjuda slavhandeln. Ytterligare ett exempel är att Bill Wilson, grundaren av organisationen Anonyma Alkoholister, genom sin hustru Lois Wilson troligen var påverkad av Swedenborgs tankar.

## Swedenborgs lära

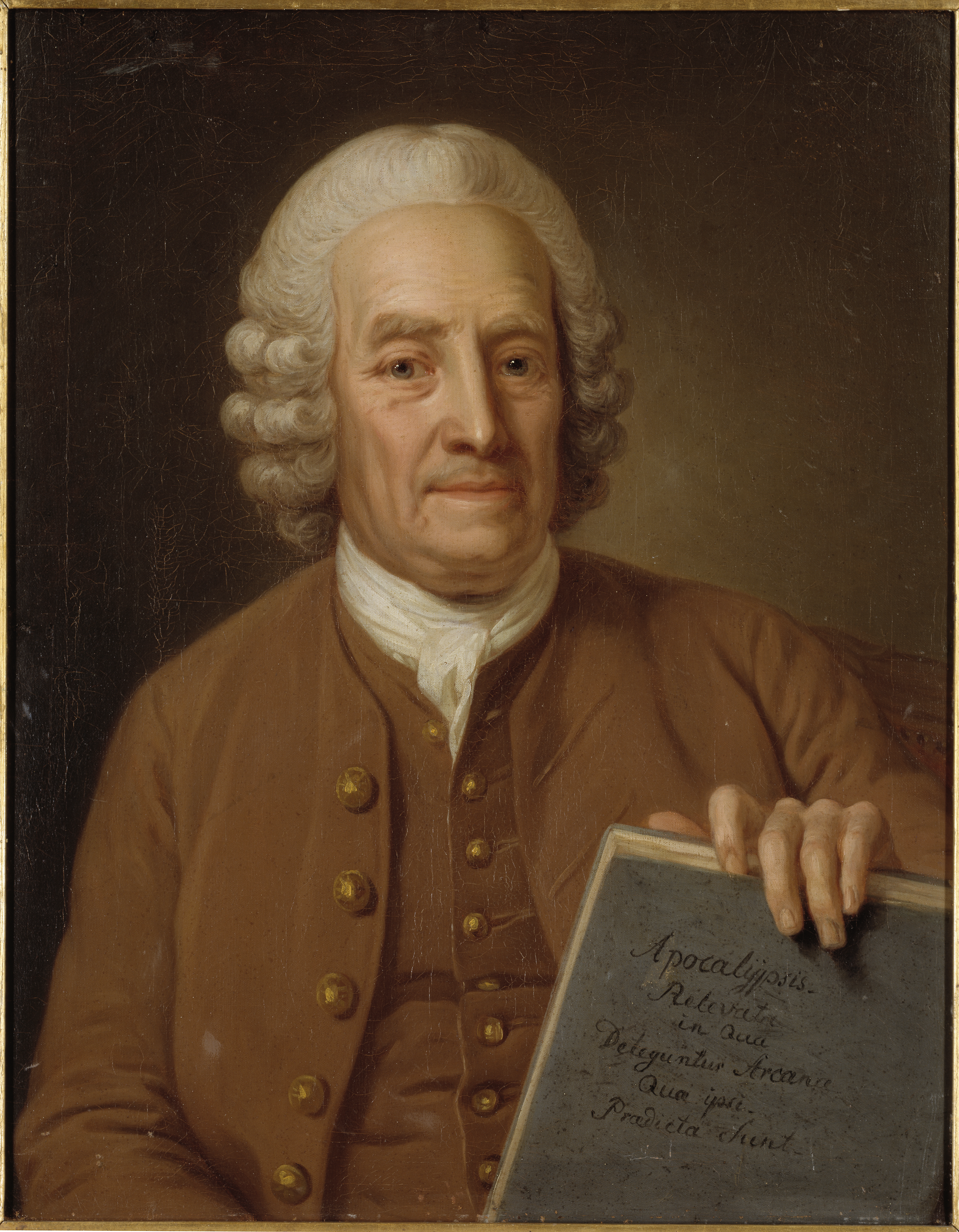
Emanuel Swedenborg

Swedenborg menade att hans teologi var en förnyelse av den kristna läran som stelnat dels i läran om tro allena, dels i den andliga ofrihet som katolska kyrkan påtvingat den tidens troende genom att hålla "förnuftet under trons lydnad".  Grunden för swedenborgianismen hittar man i det stora verket Arcana Cælestia, eller Himmelska hemligheter, publicerat i åtta volymer från 1749 till 1756. En stor del av detta arbete tolkar 1. och 2. Mosebok. Allt som Bibeln berättar om har med människans andliga liv att göra, men parallellt relaterar det också till Jesus Kristus. Det var viktigt för Swedenborg att få fram hur Jesus Kristus stod emot alla frestelser och därmed möjliggjort ett totalt gudomliggörande av hans mänskliga natur. I Kristus är alltså Gud Människa och Människan Gud.
Han menade att vi kan se tre nivåer i Bibeln:
- en historisk beskrivning av människor, platser och händelser
- en djup, andlig beskrivning av mänskans inre liv
- en beskrivning på djupet av gudomliggörandet av Jesu mänskliga natur.

### Äktenskaplig kärlek
Ett huvudbudskap handlar om den äktenskapliga kärleken. Swedenborg betonar starkt vikten av starka äktenskap. Han fokuserar på samspelet mellan det manliga och det kvinnliga som en särskild kraft i människans existentiella tillvaro. Den äktenskapliga kärleken är en speciell gåva från Gud. Swedenborg såg i äktenskapet en speciell möjlighet för andlig fördjupning hos båda parter.  Enkelt uttryckt representerade mannen i äktenskapet visdomen, medan kvinnan representerade kärleken. Ett starkt äktenskap i detta liv fortsätter i det eviga livet sade han.

### Treenigheten
Swedenborg ville bevara monoteismen och betonade därför att treenigheten handlar om att Fadern, Sonen och den Helige Ande är ett i Jesus Kristus. Därför är Gud En. Han var därför en stark motståndare till tanken att Gud på samma gång var tre separata personer: Gud Fader, Guds Son och den Helige Ande. Istället betonade han att Guds tre aspekter är som själen, kroppen och verksamheten i en människa. Fadern är själen, Sonen är kroppen, Anden är verksamheten. Jesus Kristus dyrkas i sin gudomliga människonatur som Gud, Frälsare och Livgivare av människans ande.

### Tro och kärlek till sin nästa
Swedenborg menade att tro och kärlek är en enhet. Tron är viktig, men lika viktigt är hur människor lever sina liv; att handla väl mot andra människor. Han var därför emot den lutherska läran att man bara kan frälsas genom tron.
Under det tidiga 1800-talet ansågs många präster i Svenska kyrkan, särskilt i Skara stift, luta åt swedenborgianismen. Domprosten i Skara Anders Knös hade, troligen självständigt, utvecklat en åskådning som hade stora likheter med Swedenborgs.

## Organiserade kyrkosamfund

### Kyrkor i USA

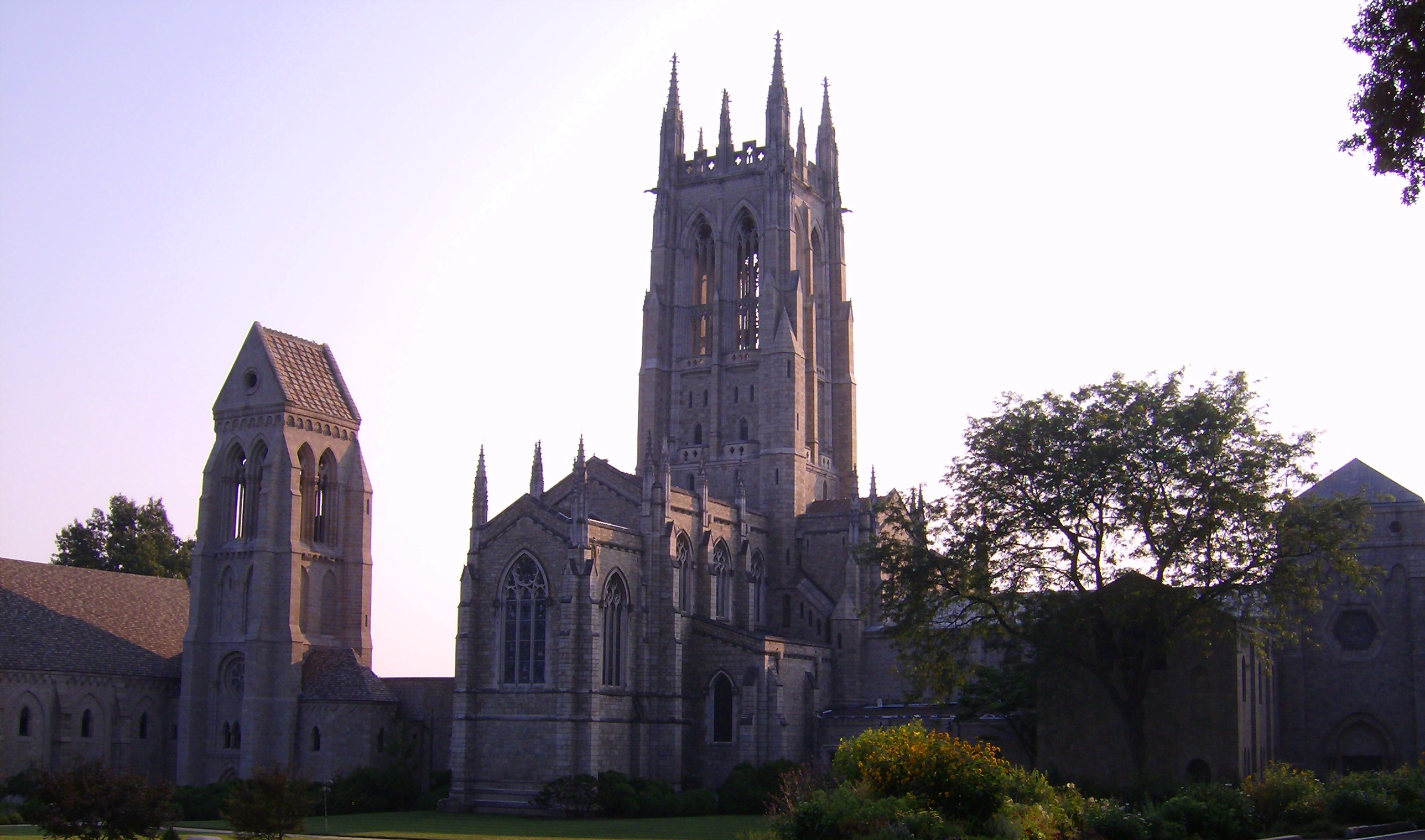
Bryn Athyn-katedralen

I USA finns det tre Nykyrkliga inriktningar. The Swedenborgian Church of North America eller The Swedenborgian Church, The General Church of the New Jerusalem eller The New Church och The Lord's New Church Which Is Nova Hierosolyma eller The Lord's New Church.
The Swedenborgian Church har sitt huvudkontor i Newtonville, en förort till Boston, Massachusetts. Kyrkan beskriver sig själv som ett samfund som tror på Bibeln såsom den är tolkad av Swedenborgs andliga läror. Denna kyrka har en liberal syn på sociala frågor och sexualfrågor, till exempel när det gäller prästvigning av kvinnor, homosexualitet, och abort.
The New Church är en internationell kyrka med säte i Bryn Athyn, Pennsylvania. Man grundar sin tro på Gamla och Nya testamentet och i Swedenborgs teologiska skrifter. Swedenborgs skrifter förklarar den andliga meningen i GT och NT.
The Lord's New Church är också en internationell kyrka med säte i Huntingdon Valley, Pennsylvania. Som The New Church bygger man sin tro på GT och NT samt på Swedenborgs teologiska skrifter, som kallas Tredje Testamentet. Man tror att detta Tredje testamente har sin egen andliga mening.

### Kyrkor i Skandinavien
I Skandinavien finns det två Nykyrkliga inriktningar. Den ena tillhör The New Church och kallas Nya Kyrkan. Den finns i Stockholm, Jönköping, Oslo och Köpenhamn. Den beskriver sig själv som en religion med klarhet och förnuft. Den andra inriktningen tillhör The Lord's New Church och kallar sig Herrens Nya Kyrka. Det finns i Stockholm.

### Kyrkor på andra platser
Swedenborgianismen har också slagit rot på flera andra kontinenter. I Afrika har det bildats kyrkor i Ghana, Nigeria, Elfenbenskusten, Togo, Benin och Kenya. I Sydafrika togs Swedenborgs budskap emot redan i början av 1900-talet. Det finns fler anhängare där än i något annat afrikanskt land, både bland de svarta och bland de vita. De politiska ledarna i Sydafrika har haft nära kontakt med ledarna för Nya Kyrkan.